# František König
František König, dle matričního záznamu o narození Franz Seraph König (16. dubna 1853 Krašovice – 18. června 1910 Krašovice) byl rakouský a český rolník a politik, na přelomu 19. a 20. století poslanec Českého zemského sněmu a Říšské rady.

## Biografie
Vystudoval reálnou školu v Plzni, pak se věnoval správě svého zemědělského hospodářství. V letech 1877–1895 byl členem okresního zastupitelstva v Manětíně. Od roku 1881 byl starostou rodných Krašovic.
Koncem 80. let 19. století se zapojil i do zemské politiky. Ve volbách v roce 1889 byl zvolen v kurii venkovských obcí (volební obvod Plzeň, Kralovice) do Českého zemského sněmu. Politicky patřil k mladočeské straně. Ve volbách v roce 1895 mandát obhájil. V roce 1896 se stal náhradníkem zemského výboru. Koncem 19. století se uvádí i jako člen okresní školní rady v Manětíně a ústřední komise pro revizi pozemkového katastru v Čechách. Zasedal v české sekci zemské zemědělské rady.
Zasedal také v Říšské radě (celostátní zákonodárný sbor), kam usedl po doplňovací volbě roku 1894. Nastoupil 16. října 1894 místo Františka Viktora Veselého. Zastupoval kurii venkovských obcí, obvod Příbram, Hořovice atd. Mandát zde obhájil v řádných volbách do Říšské rady roku 1897 a volbách do Říšské rady roku 1901.